# Soziale Kognition
Soziale Kognition ist in der Sozialpsychologie eine Kognition, insoweit sie von Individuen derselben Art beeinflusst wird. Manche Forscher schränken die Definition auf Informationen ein, die sich auf die sozialen Beziehungen des Individuums beziehen. Bei Menschen gehören die Versuche, sich möglichst genaues Wissen über seine Umwelt zu verschaffen, neben einer konsistenten Ich-Identität und einem akzeptablen Selbstwertgefühl, zu den grundlegendsten Motiven des Verhaltens.
Zu den Teilgebieten der sozialen Kognition gehören unter anderem
- die soziale Wahrnehmung (siehe zum Beispiel das Konformitätsexperiment von Asch, Nonverbale Kommunikation),
- soziales Lernen (siehe zum Beispiel Lernen am Modell),[1]
- sozial beeinflusste Gedächtnisprozesse (zum Beispiel bei Zeugenbefragungen),
- sozial beeinflusste Emotionen (zum Beispiel Attraktivität, Aggression),[2]
- sozial beeinflusstes Denken (zum Beispiel bei Ursachenvermutungen, sogenannten Attributionen) und
- viele kognitive Verzerrungen.[3]

Weitere Teilgebiete der sozialen Kognition sind Empathie, Mentalisierung, Moralität  und Theory of Mind.
In den allermeisten Fällen ist dem Individuum der soziale Einfluss auf seine Kognitionen nicht bewusst. Ein typisches Beispiel ist die Bildung von Schemata und Stereotypen, die das normale, „automatische“ Funktionieren in alltäglichen Situation ermöglichen. Den Gegensatz hierzu bildet das „kontrollierte“ Denken, welches bewusst, absichtlich und aufwendig erfolgt.
Auch Randbereiche wie die soziale Kognition bei Tieren sowie deren Stellenwert für die KI-Forschung werden zunehmend untersucht.

## Belege
1. ↑  Die Ontogenese der sozialen Kognition bei Menschen (Memento des Originals vom 8. August 2014 im Internet Archive)  Info: Der Archivlink wurde automatisch eingesetzt und noch nicht geprüft. Bitte prüfe Original- und Archivlink gemäß Anleitung und entferne dann diesen Hinweis., Forschungspapier des Max-Planck-Institut für evolutionäre Anthropologie, Leipzig 2010, abgerufen am 5. August 2014
2. ↑  Bindung, soziale Kognition und die Balance von. Autonomie und Verbundenheit in den. Liebesbeziehungen junger Paare., Dissertation von Katharina Beckh an der Universität München, abgerufen am 5. August 2014
3. ↑  http://www.biphaps.uni-leipzig.de/sozpsy/forschung/motivierte-soziale-kognition.html (Memento des Originals vom 10. August 2014 im Internet Archive)  Info: Der Archivlink wurde automatisch eingesetzt und noch nicht geprüft. Bitte prüfe Original- und Archivlink gemäß Anleitung und entferne dann diesen Hinweis., abgerufen am 5. August 2014
4. ↑  Soziale Kognition, moralisches Denken und Gehirn (Memento des Originals vom 10. August 2014 im Internet Archive)  Info: Der Archivlink wurde automatisch eingesetzt und noch nicht geprüft. Bitte prüfe Original- und Archivlink gemäß Anleitung und entferne dann diesen Hinweis., ein Forschungsschwerpunkt der Kognitionspsychologie an der Universität Gießen, abgerufen am 5. August 2014
5. ↑  E. Aronson, T. D. Wilson, R. M. Akert: Sozialpsychologie. 8. Auflage. Pearson Deutschland GmbH, München, 2014, ISBN 978-3-86894-217-0, S. 84.
6. ↑  Soziale Kognition in Tieren (Memento des Originals vom 11. August 2014 im Internet Archive)  Info: Der Archivlink wurde automatisch eingesetzt und noch nicht geprüft. Bitte prüfe Original- und Archivlink gemäß Anleitung und entferne dann diesen Hinweis., Thesenpapier von Grit Hein und Tania Singer an der Universität Zürich, abgerufen am 5. August 2014.
7. ↑  Neurowissenschaftlerin: KI muss „soziale Kognition“ lernen,  Neurowissenschaftlerin Rebecca Saxe vom MIT Center for Minds, Brains and Machines, abgerufen am 5. August 2014